# 아메리칸 사이보그
《아메리칸 사이보그》(American Cyborg: Steel Warrior)는 미국에서 제작된 보즈 데이비슨 감독의 1993년 모험, 액션, SF 영화이다. 글로벌 픽처스에 의해 개봉되었다. 조 라라 등이 주연으로 출연하였고 마티 라즈 등이 제작에 참여하였다.
이 영화는 캐논 필름스가 극장 개봉한 마지막 영화이다.

## 출연

### 주연
- 조 라라
- 니콜 한슨

### 조연
- 존 P. 라이언
- 요세프 실로아흐
- 우리 가브리엘
- 헬렌 레스닉
- 안드레아 리트
- 잭 위더커

## 기타
- 미술: 쿨리 샌더
- 의상: 유벌 카스핀
- 배역: 샤울 디쉬
- 배역: 알레시아 C. 딕슨
- 배역: 낸시 라라-한슈